# Lijst van Natura 2000-gebieden in Nederland
De Natura 2000-gebieden in Nederland zijn Natura 2000-gebieden die door de Nederlandse regering zijn aangemeld bij de Europese Commissie als speciale beschermingszone, habitatrichtlijngebieden. Daarnaast waren er al Vogelrichtlijngebieden aangewezen. Gecombineerd leidde dit tot 162 Natura 2000-gebieden, die Nederland aanwees in de periode 2008 - 2010.
Van de 162 bij Europa aangemelde gebieden heeft de Nederlandse regering er per december 2010 56 definitief aangewezen. Voor één gebied is een procedure tot intrekking van de aanmelding begonnen. De doelstelling dat alle 162 gebieden in december 2010 officieel zouden zijn aangewezen is niet gehaald.
Op 22 december 2008 heeft de minister nog eens vier nieuwe gebieden aangemeld bij de Europese Commissie. Op 22 december 2009 besloot de Europese Commissie deze vier nieuwe mariene habitatrichtlijngebieden te plaatsen op de lijst van gebieden van communautair belang: Doggersbank, Klaverbank, Vlakte van de Raan en Noordzeekustzone 2.
In 2013 zijn de gebieden Boddenbroek (52), Teeselinkven (59) en Groot Zandbrink (80) op initiatief van toenmalig staatssecretaris van Economische Zaken, Landbouw en Innovatie Henk Bleker van de lijst geschrapt.
| Nr. | Gebied                                         | Provincie(s)                           |
| --- | ---------------------------------------------- | -------------------------------------- |
| 1   | Waddenzee                                      | Friesland / Groningen / Noord-Holland  |
| 2   | Duinen en Lage Land Texel                      | Noord-Holland                          |
| 3   | Duinen Vlieland                                | Friesland                              |
| 4   | Duinen Terschelling                            | Friesland                              |
| 5   | Duinen Ameland                                 | Friesland                              |
| 6   | Duinen Schiermonnikoog                         | Friesland                              |
| 7   | Noordzeekustzone                               | Friesland / Groningen / Noord-Holland  |
| 8   | Lauwersmeer                                    | Friesland / Groningen                  |
| 9   | Groote Wielen                                  | Friesland                              |
| 10  | Oudegaasterbrekken, Fluessen en omgeving       | Friesland                              |
| 11  | Witte en Zwarte Brekken en Oudhof              | Friesland                              |
| 12  | Sneekermeergebied                              | Friesland                              |
| 13  | De Oude Venen                                  | Friesland                              |
| 14  | De Deelen                                      | Friesland                              |
| 15  | Van Oordt's Mersken                            | Friesland                              |
| 16  | Wijnjeterper Schar                             | Friesland                              |
| 17  | Bakkeveense Duinen                             | Drenthe / Friesland                    |
| 18  | Rottige Meenthe & Brandemeer                   | Friesland                              |
| 19  | Leekstermeergebied                             | Drenthe / Groningen                    |
| 20  | Zuidlaardermeergebied                          | Drenthe / Groningen                    |
| 21  | Liefstinghsbroek                               | Groningen                              |
| 22  | Norgerholt                                     | Drenthe                                |
| 23  | Fochteloërveen                                 | Drenthe / Friesland                    |
| 24  | Witterveld                                     | Drenthe                                |
| 25  | Drentsche Aa-gebied                            | Drenthe                                |
| 26  | Drouwenerzand                                  | Drenthe                                |
| 27  | Drents-Friese Wold & Leggelderveld             | Drenthe / Friesland                    |
| 28  | Elperstroomgebied                              | Drenthe                                |
| 29  | Holtingerveld                                  | Drenthe                                |
| 30  | Dwingelderveld                                 | Drenthe                                |
| 31  | Mantingerbos                                   | Drenthe                                |
| 32  | Mantingerzand                                  | Drenthe                                |
| 33  | Bargerveen                                     | Drenthe                                |
| 34  | Weerribben                                     | Overijssel                             |
| 35  | Wieden                                         | Overijssel                             |
| 36  | Uiterwaarden Zwarte Water en Vecht             | Overijssel                             |
| 37  | Olde Maten & Veerslootslanden                  | Overijssel                             |
| 38  | Uiterwaarden van de IJssel                     | Overijssel / Gelderland                |
| 39  | Vecht- en Beneden-Reggegebied                  | Overijssel                             |
| 40  | Engbertsdijksvenen                             | Overijssel                             |
| 41  | Boetelerveld                                   | Overijssel                             |
| 42  | Sallandse Heuvelrug                            | Overijssel                             |
| 43  | Wierdense Veld                                 | Overijssel                             |
| 44  | De Borkeld                                     | Overijssel                             |
| 45  | Springendal & Dal van de Mosbeek               | Overijssel                             |
| 46  | Bergvennen & Brecklenkampse Veld               | Overijssel                             |
| 47  | Achter de Voort, Agelerbroek & Voltherbroek    | Overijssel                             |
| 48  | Lemselermaten                                  | Overijssel                             |
| 49  | Dinkelland                                     | Overijssel                             |
| 50  | Landgoederen Oldenzaal                         | Overijssel                             |
| 51  | Lonnekermeer                                   | Overijssel                             |
| 53  | Buurserzand & Haaksbergerveen                  | Gelderland / Overijssel                |
| 54  | Witte Veen                                     | Overijssel                             |
| 55  | Aamsveen                                       | Overijssel                             |
| 56  | Arkemheen                                      | Gelderland / Utrecht                   |
| 57  | Veluwe                                         | Gelderland                             |
| 58  | Landgoederen Brummen                           | Gelderland                             |
| 60  | Stelkampsveld                                  | Gelderland                             |
| 61  | Korenburgerveen                                | Gelderland                             |
| 62  | Willinks Weust                                 | Gelderland                             |
| 63  | Bekendelle                                     | Gelderland                             |
| 64  | Wooldse Veen                                   | Gelderland                             |
| 65  | Binnenveld                                     | Gelderland                             |
| 66  | Uiterwaarden Neder-Rijn                        | Gelderland / Utrecht                   |
| 67  | Gelderse Poort                                 | Gelderland                             |
| 68  | Uiterwaarden Waal                              | Gelderland                             |
| 69  | Bruuk                                          | Gelderland                             |
| 70  | Lingegebied en Diefdijk Zuid                   | Gelderland / Zuid-Holland              |
| 71  | Loevestein, Pompveld & Kornsche Boezem         | Gelderland / Noord-Brabant             |
| 72  | IJsselmeer                                     | Flevoland / Friesland / Noord-Holland  |
| 73  | Markermeer & IJmeer                            | Flevoland / Noord-Holland              |
| 74  | Zwarte Meer                                    | Flevoland / Overijssel                 |
| 75  | Ketelmeer & Vossemeer                          | Flevoland / Overijssel                 |
| 76  | Veluwerandmeren                                | Flevoland / Gelderland / Overijssel    |
| 77  | Eemmeer & Gooimeer Zuidoever                   | Flevoland / Noord-Holland / Utrecht    |
| 78  | Oostvaardersplassen                            | Flevoland                              |
| 79  | Lepelaarplassen                                | Flevoland                              |
| 81  | Kolland & Overlangbroek                        | Utrecht                                |
| 82  | Uiterwaarden Lek                               | Zuid-Holland / Utrecht                 |
| 83  | Botshol                                        | Utrecht                                |
| 84  | Duinen Den Helder-Callantsoog                  | Noord-Holland                          |
| 85  | Zwanenwater & Pettemerduinen                   | Noord-Holland                          |
| 86  | Schoorlse Duinen                               | Noord-Holland                          |
| 87  | Noordhollands Duinreservaat                    | Noord-Holland                          |
| 88  | Kennemerland-Zuid                              | Noord-Holland / Zuid-Holland           |
| 89  | Eilandspolder                                  | Noord-Holland                          |
| 90  | Wormer- en Jisperveld & Kalverpolder           | Noord-Holland                          |
| 91  | Polder Westzaan                                | Noord-Holland                          |
| 92  | Ilperveld, Varkensland, Oostzanerveld & Twiske | Noord-Holland                          |
| 93  | Polder Zeevang                                 | Noord-Holland                          |
| 94  | Naardermeer                                    | Noord-Holland                          |
| 95  | Oostelijke Vechtplassen                        | Noord-Holland                          |
| 96  | Coepelduynen                                   | Zuid-Holland                           |
| 97  | Meijendel & Berkheide                          | Zuid-Holland                           |
| 98  | Westduinpark & Wapendal                        | Zuid-Holland                           |
| 99  | Solleveld & Kapittelduinen                     | Zuid-Holland                           |
| 100 | Voornes Duin                                   | Zuid-Holland                           |
| 101 | Duinen Goeree & Kwade Hoek                     | Zuid-Holland                           |
| 102 | De Wilck                                       | Zuid-Holland                           |
| 103 | Nieuwkoopse Plassen & De Haeck                 | Zuid-Holland / Utrecht                 |
| 104 | Broekvelden, Vettenbroek & Polder Stein        | Zuid-Holland                           |
| 105 | Zouweboezem                                    | Utrecht                                |
| 106 | Boezems Kinderdijk                             | Zuid-Holland                           |
| 107 | Donkse Laagten                                 | Zuid-Holland                           |
| 108 | Oude Maas                                      | Zuid-Holland                           |
| 109 | Haringvliet                                    | Zuid-Holland                           |
| 110 | Oudeland van Strijen                           | Zuid-Holland                           |
| 111 | Hollandsch Diep                                | Noord-Brabant / Zuid-Holland           |
| 112 | De Biesbosch                                   | Noord-Brabant / Zuid-Holland           |
| 113 | Voordelta                                      | Zeeland / Zuid-Holland                 |
| 114 | Krammer-Volkerak                               | Zeeland / Zuid-Holland / Noord-Brabant |
| 115 | Grevelingen                                    | Zeeland / Zuid-Holland                 |
| 116 | Kop van Schouwen                               | Zeeland                                |
| 117 | Manteling van Walcheren                        | Zeeland                                |
| 118 | Oosterschelde                                  | Noord-Brabant / Zeeland                |
| 119 | Veerse Meer                                    | Zeeland                                |
| 120 | Zoommeer                                       | Zeeland                                |
| 121 | Yerseke en Kapelse Moer                        | Zeeland                                |
| 122 | Westerschelde & Saeftinghe                     | Zeeland                                |
| 123 | Zwin & Kievittepolder                          | Zeeland                                |
| 124 | Groote Gat                                     | Zeeland                                |
| 125 | Canisvlietse Kreek                             | Zeeland                                |
| 126 | Vogelkreek                                     | Zeeland                                |
| 127 | Markiezaat                                     | Noord-Brabant / Zeeland                |
| 128 | Brabantse Wal                                  | Noord-Brabant                          |
| 129 | Ulvenhoutse Bos                                | Noord-Brabant                          |
| 130 | Langstraat                                     | Noord-Brabant                          |
| 131 | Loonse en Drunense Duinen en Leemkuilen        | Noord-Brabant                          |
| 132 | Vlijmens Ven, Moerputten en Het Bossche Broek  | Noord-Brabant                          |
| 133 | Kampina en Oisterwijkse Vennen                 | Noord-Brabant                          |
| 134 | Regte Heide & Riels Laag                       | Noord-Brabant                          |
| 135 | Kempenland-West                                | Noord-Brabant                          |
| 136 | Leenderbos, Groote Heide en De Plateaux        | Noord-Brabant                          |
| 137 | Strabrechtse Heide en Beuven                   | Noord-Brabant                          |
| 138 | Weerter- en Budelerbergen en Ringselven        | Limburg / Noord-Brabant                |
| 139 | Deurnsche Peel & Mariapeel                     | Limburg / Noord-Brabant                |
| 140 | Groote Peel                                    | Limburg / Noord-Brabant                |
| 141 | Oeffelter Meent                                | Noord-Brabant                          |
| 142 | Sint-Jansberg                                  | Gelderland / Limburg                   |
| 143 | Zeldersche Driessen                            | Limburg                                |
| 144 | Boschhuizerbergen                              | Limburg / Noord-Brabant                |
| 145 | Maasduinen                                     | Limburg                                |
| 146 | Sarsven en De Banen                            | Limburg                                |
| 147 | Leudal                                         | Limburg                                |
| 148 | Swalmdal                                       | Limburg                                |
| 149 | Meinweg                                        | Limburg                                |
| 150 | Roerdal                                        | Limburg                                |
| 151 | Abdij Lilbosch & voormalig Klooster Mariahoop  | Limburg                                |
| 152 | Grensmaas                                      | Limburg                                |
| 153 | Bunder- en Elslooërbos                         | Limburg                                |
| 154 | Geleenbeekdal                                  | Limburg                                |
| 155 | Brunssummerheide                               | Limburg                                |
| 156 | Bemelerberg & Schiepersberg                    | Limburg                                |
| 157 | Geuldal                                        | Limburg                                |
| 158 | Kunderberg                                     | Limburg                                |
| 159 | Sint-Pietersberg & Jekerdal                    | Limburg                                |
| 160 | Savelsbos                                      | Limburg                                |
| 161 | Noorbeemden & Hoogbos                          | Limburg                                |
| 162 | Abtskolk & De Putten                           | Noord-Holland                          |
| 163 | Vlakte van de Raan (Nederland)                 | Zeeland                                |
| 164 | Doggersbank                                    | Noordzee (geen provincie)              |
| 165 | Klaverbank                                     | Noordzee (geen provincie)              |
| 166 | Friese Front                                   | Noordzee (geen provincie)              |
| 167 | Maas bij Eijsden                               | Limburg                                |
| 168 | Bruine Bank                                    | Noordzee (geen provincie)              |